# Муїзза
Муїзза (араб. مُعِزّة) — кішка мусульманского пророка Мухаммеда.
Згідно з хадисом, якщо кішка спала на його одязі, Мухаммед не будив її, а обирав щось інше зі свого гардеробу. Одного разу, коли кішка заснула на рукаві складеного поруч молитовного халату, Мухаммед вважав за краще відрізати рукав, аби не тривожити сон кішки. Під час проповідей Мухаммеда Муізза часто лежала в нього на колінах.
Одна з легенд свідчить, що кішка Мухаммеда була абісинської породи, білого забарвлення та з очами різного кольору.
На згадку про неї всім кішкам було дозволено вільно входити до мечетей.